# Michaela Katráková
Michaela Katráková (* 3. prosinec 1988 Praha) je česká operní pěvkyně (soprán). Má za sebou angažmá ve Státní opeře Tatarstánu v Kazani, Státní opeře Praha, v Šaldově divadle v Liberci, Severočeském divadle opera-balet a Divadle J. K. Tyla v Plzni.

## Život
Již od dětství navštěvovala Kühnův dětský sbor. Roku 2004 nastoupila na Pražskou konzervatoř do třídy prof. Brigity Šulcové. Pod jejím vedením získala v srpnu 2008 III. místo v pěvecké soutěži Ad honorem Mozart a v listopadu 2010 se umístila na II. místě v mezinárodní soutěži Pražský pěvec. Pěvkyně dokončila Pražskou konzervatoř absolventským koncertem v červnu roku 2011. V počátcích kariéry umělkyni pomohl její otec, který v létě roku 2010 zorganizoval sérii sólových koncertů v Malostranské Besedě. Zpěvačka poprvé sólově vystoupila s recitálem slavných a populárních italských árií, které u publika sklidily úspěch a dodnes patří k jádru jejího repertoáru. Posléze získala, ještě jako studentka 6. ročníku Pražské konzervatoře, nastudování role Lucie (Lucia di Lammermoor) ve Státní opeře Praha. Díky manažerským krokům jejího otce debutovala Michaela roku 2011 ve Státní opeře Tatarstánu (Rusko – Kazaň) v roli První dámy ve slavné Mozartově opeře Kouzelná flétna. S touto rolí se také na podzim roku 2011 zúčastnila turné souboru po Holandsku a Belgii. Ihned po návratu se M. Katráková zapojila do příprav inscenace Tři Pintové ve Státní opeře Praha, kde poprvé vystoupila 7. února 2012. O deset dní později, 18. února 2012, debutovala v roli Aničky v opeře Čarostřelec v Šaldově divadle v Liberci.
První výraznou roli zpěvačka získala roku 2013, kdy se představila jako Violetta Valéry v populární opeře La traviata. V této, jak sama přiznala, náročné roli debutovala po boku pěvce Miroslava Dvorského na jevišti ústeckého Severočeského divadla opera-balet ve svých 24 letech. Následně s tímto představením absolvovala letní turné po České republice. Na konci roku 2013 byla také pozvána k účasti na Slavnostním vánočním koncertě Václava Hudečka.
Na podzim roku 2014 se pěvkyně manažersky osamostatnila. Ovšem ještě v dřívějších dobách se zúčastnila předzpívání k účinkování v opeře Komedianti, které se chystalo uvést plzeňské divadlo J. K. Tyla. Michaela Katráková se na jevišti plzeňského divadla představila během druhé premiéry 25. ledna 2015 v roli Neddy. Představení se setkalo s kladnou odezvou. Kromě operních představení pěvkyně také koncertuje. V roce 2021 vystupovala se sopranistkou Evou Urbanovou a Komorním orchestrem Národního divadla na OPEN AIR koncertu pro 1000 lidí na nepomuckém náměstí u příležitosti výročí 300 let od blahořečení sv. Jana Nepomuckého. V roce 2022 vystupuje v Severočeském divadle v Ústí nad Labem v roli Rusalky ve Dvořákově stejnojmenné opeře.

## Výběr z repertoáru

### Role
- R. Leoncavallo – Nedda (Komedianti)
- G. Verdi – Violetta Valery (La Traviata)
- G. Donizetti – Lucia (Lucia di Lammermoor)
- G. Puccini – Liu (Turandot)
- G. Puccini – Nela (Gianni Schicchi)
- G. Puccini – Lauretta (Gianni Schicchi)
- W. A. Mozart – Pamina (Kouzelná flétna)
- C. M. von Weber – Ännchen (Čarostřelec)
- C. M. von Weber/G. Mahler – Donna Clarisa (Tři pintové)
- A. Dvořák - Rusalka (Rusalka)

### Árie
- A. Dvořák (Rusalka) – Měsíčku na nebi
- A. Dvořák (Rusalka) – Nečitelná vodní moc
- A. Dvořák (Rusalka) – Sem často přichází
- B. Smetana (Mařenka) – Kdybych se co takového (Prodaná nevěsta)
- B. Smetana (Blaženka) – Což ta voda (Tajemství)
- B. Smetana (Vendulka) – Obě ukolébavky (Hubička)
- B. Smetana (Barče) – Hlásej ptáčku (Hubička)
- R. Wagner (Elsa) – Euch luften die main Klagen (Lohengrin)
- J. Strauss (Adele) – Mein Herr Marquis (Die Fledermaus)
- W. A. Mozart (Contessa) – Porgi amor (Figarova svatba)
- W. A. Mozart (Contessa) – Dove sono (Figarova svatba)
- W. A. Mozart (Contessa) – Sull´aria (Figarova svatba)
- W. A. Mozart (Cherubino) – Voi che sapete (Figarova svatba)
- W. A. Mozart (Elvira) – Ah chi mi dice (Don Giovanni)
- W. A. Mozart (Zerlina) – Vedrai carino (Don Giovanni)
- W. A. Mozart (Pamina) – Ach, ich fühl’s (Die Zauberflöte/Kouzelná flétna)
- G. Puccini (Liu) – Signor ascolta / Tu che di gel sei cinta
- G. Puccini (Musetta) – Quando me´n vo´ (La bohéme)
- G. Puccini (Lauretta) – O mio babbino caro (Gianni Shicchi)
- G. Puccini (Tosca) – Vissi d'arte, Vissi d'amore (Tosca)
- G. Puccini (Madama Butterfly) – Un bel di vedremo (Madame Butterfly)
- G. Donizetti (Norina) Quel guardo Cavaliere... So anch´io la virtu magica (Don Pasquale)
- G. Donizetti (Lucia) – Regnava nel silenzio (Lucia di Lammermoor)
- G. Donizetti (Lucia) – Il dolce suono (Lucia di Lammermoor)
- G. Verdi (Violetta) – Addio del passto (La Traviata)
- G. Verdi (Violetta) – E Strano! E strano! (La Traviata)
- G. Verdi (Leonora) – Pace, pace mio Dio (La forza del destino)
- P. Mascagni (Santuzza) – Voi lo sapete o mamma (Cavalleria Rusticana)
- G. Gershwin (Serena) – Summertime (Porgy and Bess)
- G. Gershwin (Serena) – My man's Gone Now (Porgy and Bess)